# Кизилжар (Аксуська міська адміністрація)
Кизилжа́р (каз. Қызылжар) — село у складі Аксуської міської адміністрації Павлодарської області Казахстану. Адміністративний центр Кизилжарського сільського округу.
Населення — 1808 осіб (2021; 2030 у 2009, 2237 у 1999, 1111 у 1989).
Національний склад станом на 1989 рік:
- казахи — 100 %